# NGC 2469
NGC 2469 ist eine Spiralgalaxie vom Hubble-Typ Sb/P im Sternbild Luchs am Nordsternhimmel. Sie ist schätzungsweise 159 Millionen Lichtjahre von der Milchstraße entfernt.
Das Objekt wurde am 18. März 1790 von Wilhelm Herschel entdeckt.